# Замбези
Вижте пояснителната страница за други значения на Замбези.
Замбези (на английски: Zambezi) е река в северната част на Южна Африка, протичаща по териториите на 6 държави: Замбия, Ангола, Намибия, Ботсвана, Зимбабве и Мозамбик и вливаща се в Индийския океан. Дължината ѝ е 2574 km, а площта на водосборният ѝ басейн е 1 351 365 km².Тя е 4-та по дължина река в Африка след Нил, Конго и Нигер.

## Извор, течение, устие

### Извор, горно течение
Река Замбези води началото си от източната част на платото Лунда, на 1500 m н.в., в крайния северозападен ъгъл на Замбия, в непосредствена близост до границата с Демократична република Конго. Първите около 30 km тече в северна посока, след което завива на запад и след още около 30 km навлиза на територията на Ангола. Тук реката постепенно завива на югозапад, а след това на юг и след около 350 km отново се завръща на територията на Замбия. На около 16° ю.ш. Замбези променя направлението си на югоизточно, а след достигането на границата с Намибия – на източно. Следващите около 90 km тя е гранична река между Замбия и Намибия и при устието на десният ѝ приток Куандо (Линянти, Чобе) завършва нейното горно течение с дължина около 930 km).
В най-горното си течение (на територията на Ангола) Замбези протича през югоизточната част на платото Лунда, а след това (в Замбия) по равнината Боротсе. До устието на десния си приток Луангинга Замбези е с бавно и спокойно течение и с малък наклон (около 0,2 m/km). След това реката навлиза в участък с множество прагове и водопади (общо над 72), като най-големите са Гоние, Лусу, Касанга, Качекабве. След праговете Качекабве (по границата между Замбия и Намибия) тя отново става равнинна река и тече по плоската и силно заблатената равнина Шешеке. В горното си течение Замбези получава 11 сравнително големи притока: леви – Луизаво, Макондо, Кабомпо (440 km, 72 200 km²), Луи, Лумбе, Мачили, Нгвези; десни – Шефумаге, Луена (350 km), Лунгвеунгу (645 km, 47 400 km²), Луангинга (500 km, 34 600 km²), Куандо (Линянти, Чобе, 800 km, 133 200 km²).

### Средно течение
Средното течение (около 910 km) на река Замбези се простира между устието на река Куандо и изтичането ѝ от язовира „Кебрабаса“. На 75 km след устието на Куандо се намира големия водопад Виктория (височина 120 m, ширина 1800 m), а след това до град Кариба се простира големия язовир „Кариба“ (площ 5200 km²). След това долината на Замбези отново се разширява, а след селището Шикон започва участък с множество прагове. Сега всички тези прагове и бързеи са под водите на големия язовир „Кабора Баса“. След изтичането си от „Кебрабаса“ започва долното течение на Замбези. Почти по цялото си средно течение Замбези е гранична река между Замбия на север и Ботсвана (1 km) и Зимбабве (910 km) на юг. В този участък Замбези получава най-големите си притоци: леви – Каломо, Кафуе (1576 km, 154 200 km²), Луангва (806 km, 151 4000 km²); десни – Гваи (450 km, 54 610 km²), Сенгва (300 km, 25 000 km²), Буми, Саняти (500 km, 43 500 km²), Хуняни (260 km, 23 897 km²).

### Долно течение
Долното течение на река Замбези започва при изтичането ѝ от язовира „Кабора Баса“ и е с дължина около 500 km. В долното си течение тече предимно в широка долина и в широко (до 5 – 8 km) корито, с изключение на теснината Лупата. След устието на левия приток Шире реката протича през Мозамбикската низина. На 120 km от устието започва делтата на Замбези, чрез която тя се влива в мозамбикския проток на Индийския океан. На единствения плавателен ръкав на делтата Шинде е разположено едноименното пристанище. Основните притоци в долното течение на Замбези са: леви – Луиа (28 000 km²), Ревубве, Шире (402 km, 154 000 km²); десни – Луеня (400 km, 54 144 km²).

## Водосборен басейн
Водосборният басейн на река Замбези заема площ от 1 351 365 km² и се простира на територията на 8 държави: Замбия (574 875 km², 42.5%), Ангола (235 423 km², 17.4%), Зимбабве (213 036 km², 15.8%), Мозамбик (162 004 km², 12.0%), Малави (108 360 km², 8.0%), Танзания (27 840 km², 2.1%), Намибия (17 426 km², 1.3%) и Ботсвана (12 401 km², 0.9%). На запад водосборния басейн на Замбези граничи с водосборните басейни на реките Кунене и Куанза, вливащи се в Атлантическия океан, на север – с басейна на река Конго, на североизток – с безотточния басейн на езерото Руква, на изток и югоизток – с басейните на реките Руфиджи, Рувума, Лурио, Лигония, Бузи, Саве и други по-малки, вливащи се в Индийския океан, на юг – с басейна на река Лимпопо, а на югозапад – с безотточните басейни на реки завършващи в падината Калахари. В отделни многоводни години и сезони част от водите на река Окаванго (Кубанго) постъпват в Замбези. Към водосборния басейн на реката принадлежи и едно от най-големите африкански езера – Малави.

## Хидроложки показатели
Подхранването на Замбези е с предимно дъждовно. За нея е характерно лятното пълноводие (от декември до март), в много случаи разтягащо се и през есента (април и май). Покачването на водите започва през декември, а максималния отток е през март и април, след което започва постепенно намаление. През годината месечният отток на Замбези се изменя повече от 10 пъти. Средния годишен отток в устието ѝ е около 16 000 m³/s, а наносите достигат до 100 лн. т годишно.

## Стопанско значение
Реките от водосборния басейн на Замбези притежават огромни запаси от хидроенергия (137 млн. квт при пълно използване на оттока). В началото на 1970-те години са се използвали само незначителна част от тези запаси, като единствения язовир по течението ѝ е бил „Кариба“, с ВЕЦ „Кариба“, на границата между Замбия и Зимбабве. През 1980-те години се изгражда още един по-голям язовир „Кабора Баса“, на територията на Мозамбик, с още по-мощна ВЕЦ, електроенергията от която се изнася и за Република Южна Африка. Разработват се и хидроенергийни проекти за реките Кафуе, Шире и др. Като цяло водите на Замбези малко се използват за напояване. Корабоплаването по реката е затруднено поради наличието на множеството прагове и големите сезонни колебания на водното ниво, поради което то се развива само на отделни участъци. Основното корабоплаване на плитко газещи речни съдове се осъществява главно в Замбия. В реките и езерата в басейна на Замбези е силно развит местния риболов. Водите и бреговете на реката са обитавани от различни видове животни, сред които хипопотами, крокодили, варани, орли, чапли, пеликани.

## По-големи градове и пристанища
по-големите селища и пристанища по течението на реката са: Монгу и Ливингстън (в Замбия), Катима Мулило (в Намибия), Виктория Фолс (в Зимбабве), Тете и Шинде (в Мозамбик).